# Ambiserrula jugosa
Ambiserrula jugosa is een  straalvinnige vissensoort uit de familie van platkopvissen (Platycephalidae). De wetenschappelijke naam van de soort is voor het eerst geldig gepubliceerd in 1914 door McCulloch.